# أندرو هيويت
أندرو هيويت (بالإنجليزية: Andrew Hewitt)‏ هو ملحن بريطاني، ولد في 28 مارس 1976 في إنجلترا في المملكة المتحدة.

## وصلات خارجية
- الموقع الرسمي
- أندرو هيويت على موقع IMDb (الإنجليزية)
- أندرو هيويت على موقع ميوزك برينز (الإنجليزية)